# Street's Disciple
Street's Disciple este un album dublu al rapper-ului Nas. A fost lansat pe 30 noiembrie 2004. Imaginea de pe coperta albumului este creata digital, folosind mai multe poze cu Nas pentru a nrecrea "Cina cea de taina".
Pe 18 noimebrie 2005, albumul a primit un disc de platina din partea RIAA, fiind al saptelea album al lui Nas care primeste aceasta distinctie.

## Muzica

### Continut
Street's Disciple contine multe melodii cu continut social si politic. Unele melodii contin atacuti catre celebritati de culoare, incluzandu-l si pe O.J. Simpson.
Alta tema prezenta este cea in legatura cu femeile.

### Invitati
Cu exceptia lui Ludacris ("Virgo") si Quan ("Just a Moment"), niciun alt MC nu a aparut pe vreo strofa a unei melodii de pe album. Busta Rhymes si Doug E. Fresh au aparitii in "Suicide Bounce" respectiv "Virgo". Kelis apare pe refrenul melodiei "American Way". Pe album se mai gasesc si alti invitati: Amerie ("Rest of My Life"), Emily ("Reason"), Maxwell ("No One Else in the Room") si Keon Bryce ("War").
Street's Disciple marcheaza prima colaborare dintre Nas si tatal sau, Olu Dara, de la aparitia acestuia in 1994 in meldoia "Life's a Bitch" de pe albumul Illmatic. Olu Dara apare pe doua melodii: "Street's Disciple" si "Bridging the Gap".

## Lista melodiilor
CD 1
| #  | Titlu                                             | Scriitor/Scriitori                                                      | Producator/Producatori                                   | Invitat/Invitati                   | Monstre si Instrumente | Durata |
| -- | ------------------------------------------------- | ----------------------------------------------------------------------- | -------------------------------------------------------- | ---------------------------------- | --- | ------ |
| 1  | "Intro"                                           | Jones, N.                                                               |                                                          |                                    | - "Good Ole Music" interpretata de Funkadelic - "Battle Cry" interpretata de Rocker's Revenge | 1:50   |
| 2  | "A Message to the Feds, Sincerely, We the People" | Jones, N. Gibbs, S. Thompson, C. Lewis, L. Hayes, I.                    | Chucky Thompson pentru The Hitmen Salaam Remi L.E.S.     |                                    | - "Good Ole Music" interpretata de Funkadelic - "Battle Cry" interpretata de Rocker's Revenge - Bas: Chucky Thompson & Salaam Remi - Pian: Chucky Thompson - Chitara: Chucky Thompson & Salaam Remi - Tobe: Chucky Thompson & L.E.S. - Orga: Salaam Remi           | 2:15   |
| 3  | "Nazareth Savage"                                 | Jones, N. Gibbs, S. White, B.                                           | Salaam Remi                                              |                                    | - "I'm Gonna Love You Just a Little Bit More, Babe" interpretata de Jimmy Smith - Bas, Rhodes, Tobe si Chitara: Salaam Remi - Trompeta: Bruce Purse - Tenor si Alto Saxofon, Clarinet si flaut: Vincent Henry - Tobe: Chucky Thompson & L.E.S. - Orga: Salaam Remi | 2:40   |
| 4  | "American Way"                                    | Jones, N. Fareed, K. Rogers, K. Clinton Jr., G. Shider, G. Spradley, D. | Q-Tip                                                    | Kelis                              | - "Atomic Dog" interpretata de George Clinton - Scratches: DJ No Request | 4:09   |
| 5  | "These Are Our Heroes"                            | Jones, N. Best, A.                                                      | Buckwild                                                 |                                    | - "This is All I Really Know" interpretata de Patrice Rushen | 4:21   |
| 6  | "Disciple"                                        | Jones, N. Lewis, L.                                                     | L.E.S.                                                   |                                    | - "Stiletto" interpretata de Billy Joel - "Road to the Riches" interpretata de Kool G Rap & DJ Polo - Toate instrumentele: L.E.S. - Keyboards: Nut | 3:00   |
| 7  | "Sekou Story"                                     | Jones, N. Gibbs, S. Brown, J Kool & The Gang Lightnin' Rod              | Salaam Remi                                              | Scarlett (Nas using voice effects) | - "Take Me Just As I Am" interpretata de Lyn Collins - "Sport" interpretata de Lightnin' Rod - Toate instrumentele: Salaam Remi - Scratches: DJ No Request | 2:56   |
| 8  | "Live Now"                                        | Jones, N. Thompson, C. White, M. White, V. Del Barrio, E.               | Chucky Thompson for The Hitmen Barnardo "Nardo" Williams | Scarlett (Nas using voice effects) | - "Fantasy" interpretata de Earth, Wind & Fire - Toate negativele: Salaam Remi | 4:29   |
| 9  | "Rest of My Life"                                 | Jones, N. Gibbs, S. Thompson, C.                                        | Chucky Thompson for The Hitmen L.E.S.                    | Amerie                             | - Tobe: L.E.S. - Bas si Hi-Hat: Chucky Thompson | 3:50   |
| 10 | "Just a Moment"                                   | Jones, N. Peacock, C. Lewis, L. Edwards, B. Rodgers, N.                 | L.E.S.                                                   | Quan                               | - "Will You Cry" interpretata de Chic - All Instruments: L.E.S. - Keyboards: Nut | 4:23   |
| 11 | "Reason"                                          | Jones, N. Thompson, C. Lewis, L. Cowing, E.                             | Chucky Thompson for The Hitmen L.E.S.                    | Emily                              | | 4:47   |
| 12 | "You Know My Style"                               | Jones, N. Gibbs, S. Simmons, J. McDaniels, D. Smith, L.                 | Salaam Remi                                              |                                    | - "Jam Master Jay" interpretata de Run-D.M.C. - Toate instrumentele: Salaam Remi | 2:52   |

CD 2
| #  | Titlu                                      | Scriitor/Scriitori                                              | Producator/Producatori                     | Invitat/Invitati       | Monstre si Instrumente | Durata |
| -- | ------------------------------------------ | --------------------------------------------------------------- | ------------------------------------------ | ---------------------- | --- | ------ |
| 1  | "Suicide Bounce"                           | Jones, N. Gibbs, S. Peacock, C. Fuller, V. Hawkes, D. Baker, A. | Nas                                        | Busta Rhymes           | - "Dead President's Theme" interpretata de Danny Elfman - Toata instrumentele: Salaam Remi | 3:57   |
| 2  | "Street's Disciple"                        | Jones, N. Gibbs, S.                                             | Salaam Remi                                | Olu Dara               | - "The Child Needs It's Father" interpretata de Gladys Knight - "Get Down" interpretata de Nas - Toate instrumentele: Salaam Remi                                                              | 3:57   |
| 3  | "U.B.R. (Unauthorized Biography of Rakim)" | Jones, N.                                                       | Nas                                        |                        | - Toate instrumentele: Nas | 3:38   |
| 4  | "Virgo"                                    | Jones, N. Bridges, C. Gibbs, S. Davis, D.                       | Salaam Remi                                | Ludacris Doug E. Fresh | | 3:26   |
| 5  | "Remember the Times (Intro)"               |                                                                 |                                            |                        | | 0:51   |
| 6  | "Remember the Times"                       | Jones, N. Lewis, L. Stone, R.                                   | L.E.S.                                     |                        | - "We Do It" interpretata de Carol Douglas - Toate instrumentele: Salaam Remi | 3:23   |
| 7  | "The Makings of a Perfect Bitch"           | Jones, N. Lewis, L. Black, T. Howard, P.                        | L.E.S. T. Black Nut                        |                        | - "All 4 ONE" interpretata de Kool Savas & Azad - Keyboards: Nut | 3:15   |
| 8  | "Getting Married"                          | Jones, N. Thompson, C. Hayes, L.                                | Chucky Thompson for The Hitmen             |                        | - "Ike's Mood 1" interpretata de Isaac Hayes - Toate instrumentele: Chucky Thompson | 3:46   |
| 9  | "No One Else in the Room"                  | Jones, N. Gibbs, S. Thompson, C.                                | Chucky Thompson for The Hitmen Salaam Remi | Maxwell                | - Bas: Salaam Remi - Tobe, Chitara si Percutie: Chucky Thompson - Trompeta Bruce Purse - Tenor si Alto Saxofon, Clarinet si Flaut: Vincent Henry                                               | 5:07   |
| 10 | "Bridging the Gap"                         | Jones, N. Peacock, C. Lewis, L. Edwards, B. Rodgers, N.         | Salaam Remi                                | Olu Dara               | - "Mannish Boy" interpretata de Muddy Waters - Bas si Tobe: Salaam Remi - Trompeta si Muzicuta: Olu Dara - Chitara: Salaam Remi, Olu Dara & Vincent Henry - Muzicuta: Olu Dara & Vincent Henry | 3:56   |
| 11 | "War"                                      | Jones, N. Gibbs, S. Bryce, K.                                   | Salaam Remi                                | Keon Bryce             | - "Goin' Out of My Head" interpretata de Little Anthony & The Imperials - Bas si Tobe: Salaam Remi - Trompeta: Bruce Purse - Tenor si Alto SSaxofon, Clarinet & Flaut: Vincent Henry           | 4:17   |
| 12 | "Me & You (Dedicated to Destiny)"          | Jones, N. Lewis, L. Gaye, M. Middleton, H.                      | L.E.S. Herb "Staff" Middleton              |                        | - "If This World Were Mine" interpretata de Marvin Gaye & Tammi Terrell - Bas: Herb Middleton - Sunete de fundal: Makeeba Riddick                                                              | 3:26   |
| 13 | "Thief's Theme"                            | Jones, N. Gibbs, S. Ingle, D.                                   | Salaam Remi                                |                        | - "In-A-Gadda-Da-Vida" by Incredible Bongo Band - Toate instrumentele: Salaam Remi | 2:59   |
| 14 | "Thief's Theme (Remix)"                    |                                                                 |                                            | Rising Son             | - "In-A-Gadda-Da-Vida" interpretata de Incredible Bongo Band | 4:16   |

## Melodii nelansate/nefolosite/la care s-a reununtat
1. "Good Morning"
2. "Serious" (featuring AZ)
3. "Anybody Test"
4. "I Am Somebody" (featuring Diddy)
5. "Get Up"
6. "Something Foul"

Melodiile #1, #2, #3 si #6 "s-au scurs" pe Internet.